# Енборисов, Гавриил Васильевич
Гавриил Васильевич Енборисов (19 марта 1858, Российская империя — 14 февраля 1946, Харбин, Китай) — российский военный, полковник Русской армии. Участник Белого движения в Сибири. Участник Великого Сибирского Ледяного похода.

## Биография

### Происхождение и служба до Гражданской войны
Гавриил Енборисов происходил из казаков Оренбургского Казачьего Войска, уроженец посёлка Арсинского (Арси-Сюр, Арси), станицы Верхнеуральской. Сын Василия Федоровича Енборисова. Поскольку поселок Арси-Сюр был основан в 1842 году тюркоязычными казаками-нагайбаками, а фамилия «Енборисов» образована от тюркского имени «Енборис», можно предположить, что Енборисовы — нагайбакского корня.
Гавриил Енборисов окончил училище в 1892. В июле 1897 г. Енборисов производил секретную рекогносцировку пограничной полосы с Австрией. 26 июля 1898 г. получил 2-й приз лично из рук императрицы за Красносельскую офицерскую с препятствиями скачку. 8 августа 1899 г. — 1-й приз с надписью «Всероссийскому победителю», также лично из рук императрицы, за Красносельскую офицерскую с препятствиями скачку.
Енборисов дослужился до подъесаула. В отставке по болезни — с 1908 года. В Оренбурге был Председателем Правления Союза маслодельных артелей. С января 1918 года председатель военной комиссии Оренбургского Казачьего Войска, товарищ председателя Войскового круга.

### Участие в гражданской войне
В конце октября 1917 года в Верхнеуральске прошёл Окружной съезд казаков, на котором было принято решение не подчиняться новоявленной власти советов. А на телеграмму из Казани от нового командующего войсками Казанского военного округа прапорщика Ершова был дан жёсткий ответ за подписью Енборисова: «Ни каких комвойск кроме Войскового Правительства не признаём».
Зимой — весной 1918 года в распоряжении войскового правительства Оренбургского казачьего войска атамана А. И. Дутова не находилось ещё никакой реальной вооруженной силы для противостояния большевикам. Небольшой партизанский отряд (4-й отряд Оренбургского Казачьего Войска), под командованием подъесаула Г. В. Енборисова в Верхнеуральске, состоявший исключительно из рядовых казаков, стал одним из четырёх первых отрядов, на которые смог опереться атаман Дутов.
Енборисов участвовал в походе Дутова в Тургайские степи. 3 июля 1918 г. восставшими казаками был взят Оренбург. От казаков к Дутову, как законно избранному войсковому атаману, была выслана в Тургайские степи делегация. 7 июля Дутов прибыл в Оренбург и возглавил Оренбургское казачье войско, объявив территорию Оренбургской губернии — особой Областью Войска Оренбургского. Енборисов был назначен начальником Военного контроля и комендантом штаба обороны, затем — начальником отдела Государственной охраны 2-го округа.
В начале августа 1919 г. под Верхнеуральском в станице Спасской произошёл характерный случай, характеризующий непримиримое столкновение поколений в Гражданской войне. Сын Гавриила Васильевича, Н. Г. Енборисов, будучи начальником штаба отряда красных казаков, вступил в Верхнеуральске в конфликт с начальником 51-й стрелковой дивизии В. К. Блюхером и приехал в станицу Спасскую навестить своих жену и сына, где сразу же попал в плен к белоказакам. По приказу Гавриила Васильевича, сын был расстрелян. Через 14 лет полковник Г. В. Енборисов, в своей книге «От Урала до Харбина: памятка о пережитом» (Шанхай, 1932), подробно описал обстоятельства убийства сына. Сравнив сына-предателя с гоголевским антигероем, сыном атамана Тараса Бульбы Андреем, полковник сожалел только об одном: зачем тело сына было погребено по христианскому обряду?!
В конце августа 1919 года Гавриил Васильевич поступил рядовым в добровольческую Дружину Святого Креста и Зелёного Знамени в Омске и был назначен начальником агитационно-вербовочного отдела в Семипалатинске, где сформировал добровольческий отряд Дружины Святого Креста. С этим отрядом прошёл весь Великий Сибирский Ледяной поход.
С 22 марта 1920 года служил дежурным генералом 3-го стрелкового корпуса и при этом одновременно был командиром Добровольческого Егерского отряда. С 21 апреля — помощник начальника личной охраны атамана генерала Г. М. Семёнова.

### Эмиграция
С лета 1920 года проживал в эмиграции в Харбине, являлся председателем правления и совета Восточного казачьего союза (1923).

## Комментарии
1. ↑  1-й приз получил другой житель Верхнеуральского уезда — Жусупбек Исебаев.
2. ↑  Орфография подлинника сохранена.